# Н
Н (minuskule н) je písmeno cyrilice. Jeho tvar se v minuskulní i majuskulní variantě shoduje s tvarem majuskule písmena H v latince.
Variantou písmena je písmeno Њ, v neslovanských jazycích se vyskytují také písmena Ҥ, Ң, Ӊ a Ӈ.
V latince písmenu Н odpovídá písmeno N (n), v gruzínském písmu písmeno ნ a v arménském písmu písmeno Ն (ն).
V hlaholici písmenu Н odpovídá písmeno Ⱀ.